# Natalie Schafer

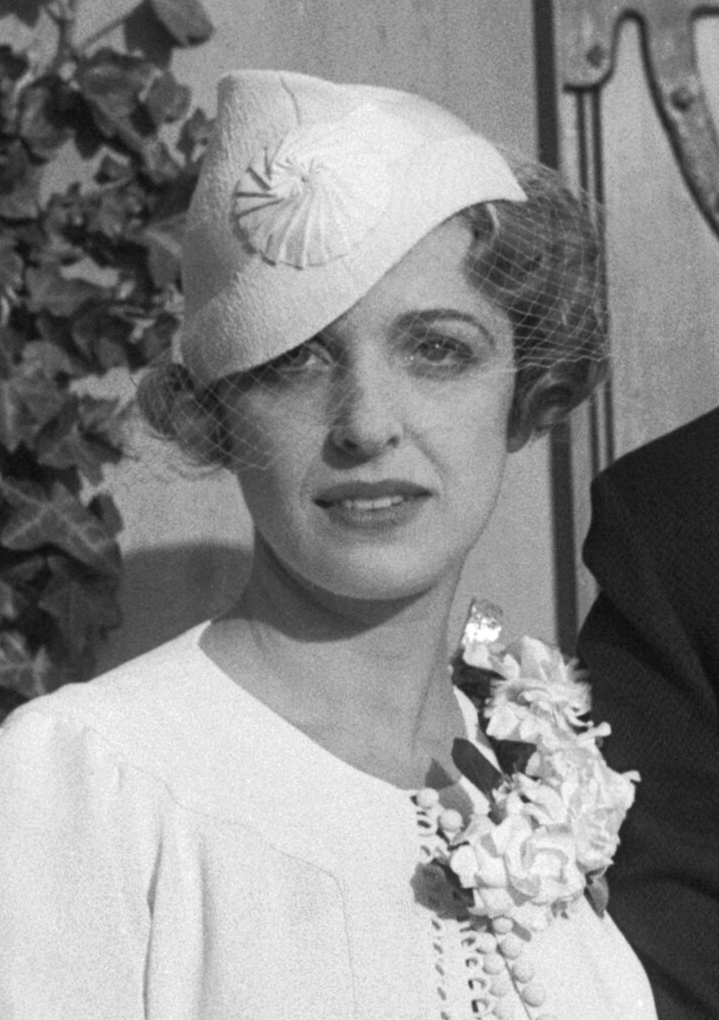
Natalie Schafer (1933)

Natalie Schafer (* 5. November 1900 in Red Bank, New Jersey; † 10. April 1991 in Los Angeles, Kalifornien) war eine US-amerikanische Schauspielerin.

## Leben
Schafer begann ihre Schauspielkarriere in den 1920er Jahren am New Yorker Broadway. 1933 heiratete sie den Schauspielstar Louis Calhern; die Ehe wurde 1942 geschieden. 1941 siedelte sie nach Hollywood über, um in das Filmgeschäft einzusteigen. Sie war in den folgenden Jahren vor allem in Nebenrollen zu sehen, unter anderem in Die Schlangengrube (1948), Gefangen (1949) und Anastasia (1956).
Ihre bekannteste Rolle war die der versnobten, aber warmherzigen Millionärsgattin Eunice Howell, von ihrem Ehemann „Lovey“ genannt, in der CBS-Sitcom Gilligans Insel (1964–1967). Zu dieser Zeit hielt sie ihr wahres Alter geheim, da sie 13 Jahre älter als Jim Backus war, ihr Gatte in der Serie.
Sie spielte bis ins hohe Alter in verschiedenen Hollywood- und Fernsehproduktionen, darunter 1975 in John Schlesingers Nathanael-West-Verfilmung Der Tag der Heuschrecke oder zuletzt 1990 in Tobe Hoopers Fernseh-Horrorfilm Im Banne des Grauens.

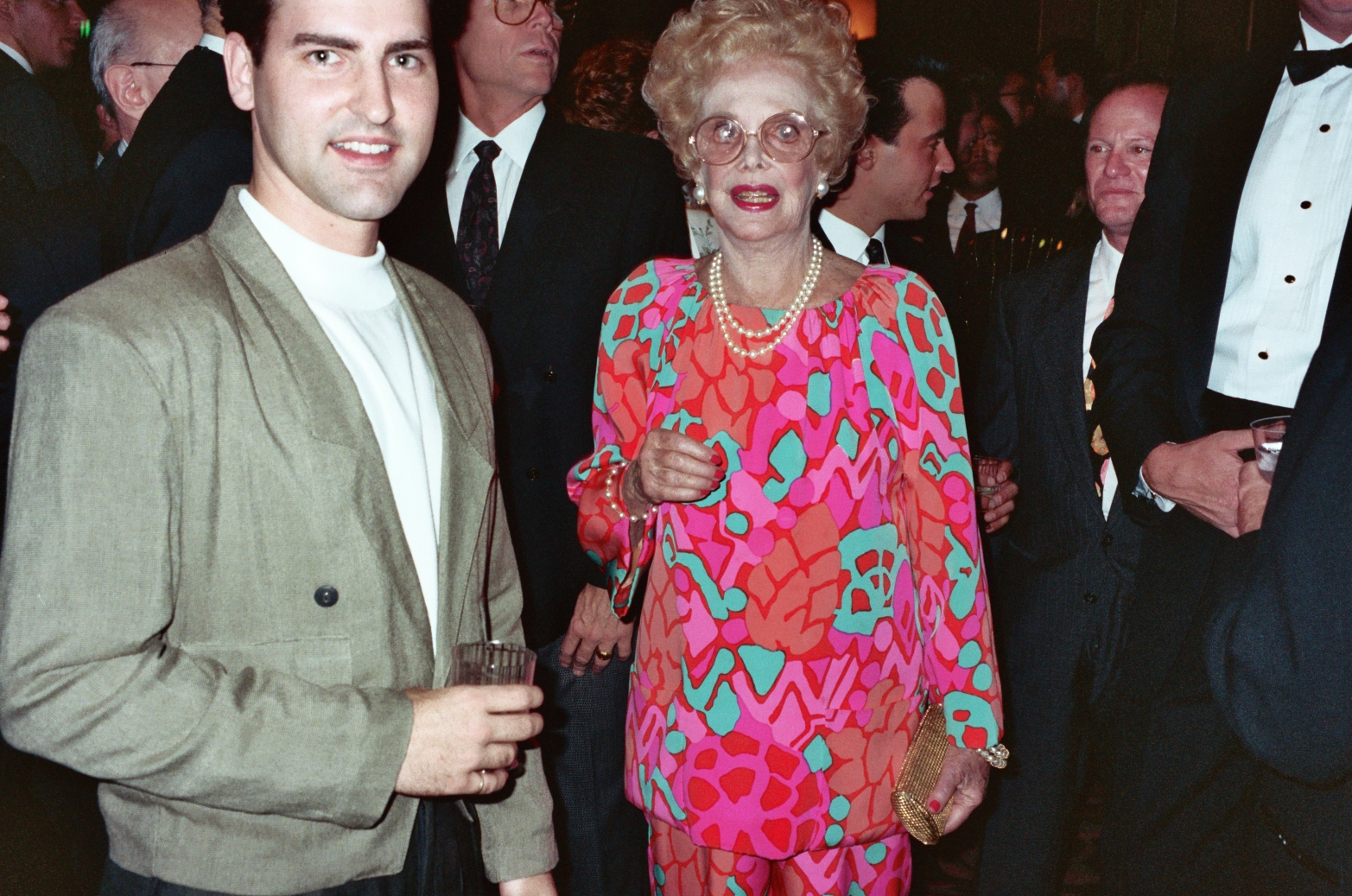
Natalie Schafer bei einer AIDS-Benefiz-Gala (1990)

Schafer war auch eine erfolgreiche Geschäftsfrau und wurde durch ihre Immobiliengeschäfte Millionärin. Widersprüchlichen Gerüchten zufolge vermachte sie ihr Vermögen entweder ihrer Katze oder aber Dawn Wells, die in Gilligans Insel das Landei Mary Ann Summers gespielt hatte. Tatsächlich hatten Schafer und Wells nicht nur in der Serie eine Art Mutter-Tochter-Verhältnis; Wells hat sich zu den Gerüchten über die Erbschaft nie geäußert.

## Filmografie (Auswahl)
- 1930: The Poor Fish (Kurzfilm)
- 1941: The Body Disappears
- 1942: Reunion in France
- 1945: Molly and Me
- 1945: Der Wundermann (Wonder Man)
- 1947: Eine brennende Liebe (The Other Love)
- 1947: Frau ohne Moral? (Dishonored Lady)
- 1947: Geheimnis hinter der Tür (Secret Beyond the Door)
- 1948: Die Schlangengrube (The Snake Pit)
- 1949: Gefangen (Caught)
- 1951: Die Ehrgeizige (Payment on Demand)
- 1951: Der Gauner und die Lady (The Law and the Lady)
- 1951: Der Cowboy, den es zweimal gab (Callaway Went Thataway)
- 1952: Hat jemand meine Braut gesehen? (Has Anybody Seen My Gal?)
- 1954: I Love Lucy (Fernsehserie, Folge 3x15)
- 1954: Der Schürzenjäger von Venedig (Casanova’s Big Night)
- 1955: Das Haus am Strand (Female on the Beach)
- 1956: Mein Engel und ich (Forever, Darling)
- 1956: Anastasia
- 1957: Bernardine
- 1961: Endstation Paris (Back Street)
- 1961: Nur eine einzige Nacht (Susan Slade)
- 1962: 77 Sunset Strip (Fernsehserie, Folge 4x36)
- 1962: Route 66 (Fernsehserie, Folge 3x14)
- 1963–1967: Gilligans Insel (Gilligan’s Island, Fernsehserie, 99 Folgen)
- 1964: The Beverly Hillbillies (Fernsehserie, Folge 2x29)
- 1972: Mannix (Fernsehserie, Folge 6x15 Jagd auf einen Schatten)
- 1973: Vierzig Karat (40 Carats)
- 1974: Drei Mädchen und drei Jungen (The Brady Bunch, Fernsehserie, Folge 5x20)
- 1974–1975: Gilligans Insel (The New Adventures of Gilligan, Fernsehserie, 24 Folgen, Sprechrolle)
- 1975: Der Tag der Heuschrecke (The Day of the Locust)
- 1977: Holmes & Yoyo (Fernsehserie, Folge 1x12)
- 1977: McMillan & Wife (Fernsehserie, Folge 6x06)
- 1978: Herzbube mit zwei Damen (Three’s Company, Fernsehserie, Folge 2x19)
- 1979: Love Boat (The Love Boat, Fernsehserie, 2 Folgen)
- 1980: Vegas (Vega$, Fernsehserie, 2 Folgen)
- 1980/1982: Trapper John, M.D. (Fernsehserie, 2 Folgen)
- 1981: The Harlem Globetrotters on Gilligan's Island (Fernsehfilm)
- 1981: Boomer, der Streuner (Here's Boomer, Fernsehserie, Folge 2x03)
- 1982: Gilligan’s Planet (Fernsehserie, 13 Folgen, Sprechrolle)
- 1983: CHiPs (Fernsehserie, Folge 6x15 Kevins Traum)
- 1983: Simon & Simon (Fernsehserie, Folge 2x20)
- 1983: Matt Houston (Fernsehserie, Folge 1x18)
- 1989: Beverly Hills Brats
- 1990: Im Bann des Grauens (I’m Dangerous Tonight, Fernsehfilm)